# Rafard (kommun)
Rafard är en kommun i Brasilien.   Den ligger i delstaten São Paulo, i den sydöstra delen av landet, 800 km söder om huvudstaden Brasília. Antalet invånare är 8 624.
Följande samhällen finns i Rafard:
- Rafard

Omgivningarna runt Rafard är en mosaik av jordbruksmark och naturlig växtlighet. Runt Rafard är det ganska tätbefolkat, med 60 invånare per kvadratkilometer.